# 마다가스카의 펭귄의 에피소드 목록
다음은 니켈로디언의 텔레비전 애니메이션 《마다가스카의 펭귄》의 에피소드 목록이다.

## 시리즈 개요
| 시즌 | 시즌 | 회수 | 방송 날짜        | 방송 날짜        |
| 시즌 | 시즌 | 회수 | 시즌 시작        | 시즌 종료        |
| ---- | ---- | ---- | ---------------- | ---------------- |
|      | 1    | 48   | 2008년 11월 29일 | 2010년 2월 15일  |
|      | 2    | 68   | 2010년 3월 13일  | 2012년 3월 31일  |
|      | 3    | 33   | 2012년 4월 16일  | 2015년 12월 19일 |

## 에피소드

### 시즌 1
1화 작전명 팝콘(Popcorn Panic) / 마법의 상자(Gone in a Flash)
- '동물에게 먹이를 주지 마시오'. 하지만 이미 사람들이 던져주는 간식들에 익숙해진 동물들은 특히 팝콘을 먹고싶어 죽을 지경이다. 그리하여 펭귄들과 펭귄들을 못 미더워하는 여우원숭이들(특히 줄리언)은 동물들을 위해 팝콘을 훔쳐오기로 한다.
- 줄리언이 부려 먹는거에 신물이나 죽을 지경인 하인 모리스는 카메라 덕(?)에 우연찮은 기회로 독립하게 되고..모리스를 그리워하는 줄리언과 모트를 위해 펭귄들이 나선다.

2화 나도 인터넷 스타(Tangled in the Web) / 왕관을 찾아라 (Crown Fools )
- 동물원 인기스타를 뽑기 위해 웹캠이 설치됐다. 줄리언은 웹캠의 주목을 받고싶어 수달 말린과 멋진 쇼를 계획하지만 반대로 펭귄들은 갑자기 설치된 웹캠에 당황하며 경계한다. 하지만 오히려 프라이빗이 리코가 토해놓은 스케이트 하나로 얼떨결에 스타가 되버리는데..?
- 오늘은 펀데이(Fun day), 말린에게 잘 못 논다는 소릴 들은 스키퍼는 자신도 잘 놀 수 있단 걸 보여주기 위해 줄리언과 놀다가 그만 사고를 쳐 줄리언의 왕관이 하수구에 빠져버리는데..!

3화 달나라 여행(Launchtime) / 한밤의 귀신 소동(Haunted Habitat)
- 펭귄들의 친절한(?)이웃사촌 줄리언. 견디다 못한 펭귄들은 기후, 습도 상관없이 무조건 여우원숭이가 없는 곳으로 가려 한다(덴마크 빼고), 여우 원숭이 서식 0.0%인 그 곳은..달나라?!
- 한밤중에 울려퍼지는 말린의 비명소리! 말린을 겁먹게 한 정체불명 목소리의 실체를 파헤치기 위해 펭귄들이 나선다. 하지만 조사 도중 스키퍼와 말린이 하수도로 빠져 버리는데..

4화 모트 구출 작전(Operation: Plush & Cover) / 줄리언 대왕의 날!(Happy King Julien Day!)
- 줄리언은 자신의 인형보다 모트의 인형이 인기있는 걸 샘내 인형에 스컹크 폭탄을 뿌려 반품되게 한다. 하지만 그 과정에서 모트가 반품택배에 들어가 버리는데..
- 오늘은 줄리언 대왕의 날! 스키퍼를 제외한 다른 동물들은 모리스가 숨겨 놓았던 피냐타 속 사탕에 눈이 멀어 모리스와 모트를 도와 주기로 한다.

5화 아빠 본능(Paternal Egg-Stinct) / 우정의 건전지(Assault & Batteries)
- 펭귄들에게 같은 조류라는 이유로 주워온 알을 맡기는 말린, 펭귄들은 알을 귀여워하며 자기들만의 방식으로 돌보(?)지만 알을 탐내던 줄리언이 알을 훔쳐가는데..!
- 매일 밤마다 쩌렁쩌렁 울려대는 줄리언의 붐박스를 견디다 못한 스키퍼는 줄리언의 붐박스 건전지를 훔치다 줄리언에게 들키고 만다. 하지만 추격전 도중 줄리언과 스키퍼는 난폭한 캥거루 조이의 우리 안으로 떨어지는데..!

6화 최후의 승자(Penguiner Takes All) / 내 사랑 발(Two Feet High and Rising)
- 펭귄들의 깃발뺏기 훈련을 멋대로 게임으로 바꿔 참여한 여우원숭이들. 그런데 펭귄들은 자꾸만 여우원숭이들에게 패배하고 물건들을 빼앗긴다. 대체 여우원숭이들의 비결은 뭘까?
- 모트는 줄리언 대왕님의 발이 너무 좋지만 모트의 그 행동을 싫어하는 발 페티쉬 줄리언. 추방령까지 내렸음에도 불구하고 모트가 발을 만지자 줄리언은 정말로 모트를 추방해버린다. 말린은 모트를 펭귄들에게 맡겨 발 집착증을 치료받게 해주는데..

7화 마음의 눈(The Hidden) / 새로운 독재자(Kingdom Come)
- 파충류관에 새로운 이웃이 이사왔다. 말린과 모트는 이웃 환영겸 파충류관에 들렀지만 정체불명의 촉수가 나타나 모트를 시작으로 모트를 구하러 간 다른 동물들까지 납치해갔다! 남은 건 과학의 힘을 맹신하는 코왈스키 뿐인데..
- 갑자기 괴상한 웃음 소리와 함께 동물병원으로 실려간 줄리언. 모리스는 줄리언이 없는 동안 서식지를 잘 지키고자 다짐하지만 줄리언이 먹던 리치를 입에 댄 후부터 완전히 달라져 버리는데..!

8화 한밤의 경주(Little Zoo Coupe) / 울렁울렁 대작전(All Choked Up)
- 펭귄들의 자동차를 부러워하는 줄리언은 사육사 전용 차를 훔쳐낸 뒤 펭귄들에게 자동차 경주를 제안한다. 지금의 차로는 줄리언을 이길수 없다고 판단한 펭귄들은 차를 개조하여 경주에 참가한다. 경주를 기대하라!
- 동물원에 설치된 네비게이션 로봇이 눈에 거슬린 스키퍼는 리코의 시한 폭탄을 이용해 파괴하려 하지만 앨리스의 갑작스런 등장으로 실패한다. 게다가 웩웩거리는 소리가 시끄러웠던 탓에 리코는 작동중인 시한폭탄을 삼켜버린 채 앨리스에 의해 구토 억제제를 먹게 되고 만다! 리코는 과연 폭탄을 다시 뱉어낼 수 있을까?

9화 물고기 수송 작전(Go Fish) / 은반 위의 기적(Miracle on Ice)
- 오늘부터 펭귄들의 먹이는 콩을 합성한 사료로 바뀌었다. 맛도 없는 사료가 마음에 들지 않는 펭귄들은 물고기를 확보하고자 플라밍고 핑키의 도움을 받아 물고기 수송트럭을 습격하기로 결심한다. 하지만 물고기 비린내가 싫은 줄리언은 펭귄들을 방해하려고 하는데..
- 얼음 꽁꽁 겨울, 펭귄들은 매번 겨울마다 그래왔듯이 서식지 안 꽁꽁 얼은 빙판 위에서 하키게임 준비를 하지만 갑작스런 불청객 시궁쥐 패거리에 의해 빙판을 강탈당한다. 펭귄들은 시합에 끼어들려는 여우원숭이들에게 치어리더를 시키고 다시 게임을 벌이지만 쥐들은 무력을 써서 펭귄들을 하나하나 쓰러뜨리고 결국 여우원숭이들도 경기에 투입해야 하는 상황이 오는데..

10화 스키퍼는 겁쟁이(Needle Point) / 하늘의 계시(Eclipsed)
- 오늘은 동물원 건강검진 날, 바늘은 무조건 싫어하는 스키퍼는 주사를 안 맞으려 발악을 하다 결국 동물원을 빠져나가려 한다!대원들은 스키퍼가 주사를 맞게 할 수 있을까?
- 매일 같이 춤으로 침팬지들을 귀찮게 하는 여우원숭이들, 침팬지들은 여우원숭이를 골탕먹이려 일식을 하늘의 계시라 속이고 춤을 그만두고 착하게 살라고 협박한다. 그래서 줄리언은 착한 일을 한다며 동물원을 헤집고 다니고 견디다 못한 펭귄들은 새로운 하늘의 계시를 만들기로 하는데..

11화 슈퍼 꼬마의 반란(Mort Unbound ) / 적과의 동침(Roomies)
- 줄리언이 던져버린 망고를 찾기위해 겁도없이 고릴라 우리로 들어간 모트. 결국 고릴라들에 의해 던져져 운나쁘게(?) 펭귄기지로 들어가 마침 코왈스키가 실험 중이던 슈퍼광선을 맞고 슈퍼모트가 된다. 그렇게 모트가 망고를(비롯한 여러 과일들도 덤으로) 찾아오자 줄리언은 이를 악용하다 너무 모트를 무시하는 바람에 되려 모트에게 당하게 되는데..누가 모트를 막을 수 있을 것인가?
- 서식지에서 혼자사는 말린, 그러던 중 자신의 서식지에 룸메이트가 들어온다는 소식을 듣고 날듯이 기뻐하지만 그 정체는 바다코끼리 '론다'. 처음에는 론다와 잘 지내보려고 애쓰던 말린이지만 성격 차이와 몸집 등으로 잦은 마찰이 일어나고 결국 한계 상황까지 도달한 말린은 펭귄들에게 론다를 멀리 보내달라고 부탁하는데..

12화 자장가의 힘(Roger Dodger) / 내 친구 레미(Lemur See, Lemur Do)
- 험악하게 생긴 외모에 비해 여린 마음을 가진 악어 로저는 시궁쥐들에게 집을 빼앗기게 되어 펭귄들에게 도움을 청한다. 펭귄들은 로저를 뜯어고치기 위해 로저와 리코의 정신을 바꾸고자 하지만 그 과정에서 리코가 로저의 몸으로 폭주하고 마는데..
- 여우원숭이 우리에 갑자기 찾아온 화성탐사 로봇 레미.처음엔 자신을 흉내내는게 마음에 들지 않던 줄리언이었지만 자신의 행동을 배우러 왔다는 코왈스키의 설명을 듣고 레미를 끼고살게 된다. 하지만 줄리언이 레미에게 쓸데없는 행동만 가르치는게 탐탁치 않은 펭귄들은 모트의 도움으로 레미를 훔쳐내어 자신들의 기술을 가르치려다 레미를 부수고 마는데..

13화 말린의 화려한 외출(Otter Gone Wild) /달괭이의 위기(Cat's Cradle)
- 한번도 동물원 밖으로 나가 본적없는 말린이지만 펭귄들의 설득으로 이번 기회에 펭귄들과 같이 무지개콘을 먹으러 동물원 밖으로 나가보게 된다. 그런데 동물원 밖으로 나간 그 순간부터 말린이 180도 달라져 버렸다?!
- 요원 X에게 쫒겨 동물원까지 오게 된 길냥이(펭귄들에게는 달괭이)맥스, 펭귄들은 저번 '달나라 여행'편 때의 은혜를 갚기위해 맥스를 도와 요원 X로부터 빼돌려주려 노력한다.

14화 불운의 쿠키(Misfortune Cookie) / 사랑을 위하여(Monkey Love)
- 소원의 분수에 있는 동전을 모아 중국음식을 시켜먹는 동물들, 후식으로 포춘쿠키를 먹으면서 쪽지를 읽어보는데 리코의 운세가 시원찮다. 그러자 줄리언은 이를 이용해 리코를 골탕먹이고 리코는 결국 엄청 겁을 먹고 마는데..
- 한동안 같이 지내게 된 호보컨 동물원 출신 침팬지 룰루에게 한눈에 반한 필. 펭귄들과 말린, 메이슨은 각자의 방식으로 필과 룰루를 이어주려 노력하지만 이런 로맨틱한 일들과는 동떨어진 펭귄들이라 앞일은 안봐도 비디오. 일은 점점 꼬이기만 하는데..

15화 날고래가 떴다!(Skorca!) / 평범한 펭귄 되기(Tagged)
- 오늘 감시초소 당번은 프라이빗, 단 것만 아니면 간식을 챙겨가도 된다는 스키퍼의 말을 어기고 몰래 아껴 둔 초콜렛 한 박스를 먹으며 감시를 하고 있는데 갑자기 거대한 범고래가 하늘을 헤엄쳐가는게 보인다! 펭귄들은 프라이빗이 단 걸 너무 많이 먹은 탓에 헛것을 본거라고 단정하고 날고래를 처치하러 간 조이를 막으려 하는데.. .
- 이번 겨울은 아주 춥다. 추운 게 질색인 펭귄들은 보일러실에 잠입해 동물원 온도를 높이지만 앨리스가 우리로 다가와 냉각장치를 설치하지 못하고 그냥 와 버린다. 하필이면 펭귄들의 습성을 조사하러 온 조류학자가 계속 펭귄우리 앞에만 앉아 있어서 섣불리 움직일 수도 없는데..

16화 뿌린 대로 거두리라(What Goes Around) / 두 얼굴의 너구리 (Mask of the Racoon)
- 동물원 폐장시간, 인형을 떨어뜨린 소녀에게 인형을 돌려주려다 오히려 하수구에 빠뜨리고 만 펭귄들! 일단 그 인형과 똑같이 생긴 리코의 이쁜이(영명:Ms.pucky)를 그 소녀에게 주게 되고 상심한 리코를 프라이빗은 착한 일을 하면 반드시 좋은 일이 생긴다고 위로한다. 하지만 돌아오는 길은 요원X 덕분에 쉽지가 않은데..
- 동물원에 도둑이 들었다! 범인은 의적 너구리 아처, 아처가 불우한 동물들을 돕는다는 사정을 알게 된 펭귄들은 더 이상 아처를 막지 않고 도와준다. 아처를 존경하게 된 프라이빗은 소중하게 아껴온 사탕을 불우한 동물들에게 기부하기 위해 펭귄들과 같이 아처를 찾아 공원으로 가지만 다람쥐 프레드로부터 엄청난 진실을 듣게 되는데..

17화 sp: 복수의 화신 블로홀 박사(Dr. Blowhole's Revenge)
- 펭귄들의 영원한 적수 돌고래 블로홀 박사가 이번에는 줄리언을 납치해갔다! 평소부터 줄리언을 싫어했던 스키퍼였지만 줄리언을 구하러 블로홀 박사의 아지트에 잠입하게 된다.

18화 흥을 잃다(Out of the Groove) / 정글의 법칙(Jungle Law)
- 한가한 주말, 취미생활을 즐기는 펭귄들 앞에 들이닥쳐 도움을 청하는 줄리언. 이유인 즉, 요즘들어 개코원숭이 무리들이 자신들보다 더 주목받는다는 것을 알고 샘이 나서 경고(?)의 뜻으로 개코원숭이 우리에 스컹크 폭탄을 떨어트리자 화가 난 개코원숭이 달라가 자신의 흥을 뺏어갔다는 것인데..
- 동물원에 정전이 들었다. 혼란스러운 동물원 안에서 줄리언이 변호사(모리스)를 데리고 와 지금은 정글이며 자신이 정글의 왕이라고 하며 동물들을 다스리려 들지만 격국 동물원은 난장판이 되어버린다. 펭귄들은 모리스와 말린과 함께 사태를 해결하려 하는데..

19화 난 좀비가 아니야(I Was a Penguin Zombie) / 말벌 퇴치 작전(Sting Operation)
- 나무 위에서 점심식사에 곁들여 먹을 음식들을 낚는 펭귄들. 그러던 중 스키퍼가 나무에서 떨어져 날개가 부러지고 병원으로 안 가려고 부리 악물고 버티지만 결국 앨리스에 의해 병원으로 실려간다. 남은 대원들은 밤늦게 창문너머로 스키퍼의 상태를 확인 해보려 하지만 벽 밖에 안 보이는 상황에서 스키퍼의 기침소리와 뇌가 감염되었다는 진단에 충격을 받는다. 다행히도 잠시 뒤 대원들 앞에 나타난 스키퍼. 그런데 정상적인 모습은 아닌것 같다..?
- 동물원에 생긴 말벌집이 탐탁찮은 펭귄들, 게다가 말벌들이 동물원에 견학 올 아이들을 노리고 있기 때문에 펭귄들은 말벌을 퇴치하려 별 수를 써보지만 말벌의 뾰족한 침때문에 속수무책이다. 고통을 느낄 수만 없다면 저걸 어떻게 처리할 수는 있을텐데..

20화 대장님, 우리 대장님(Command Crisis) / 누구나 비밀은 있다(Truth Ache)
- 곧 있을 '큰 건'에 대비해 어린이 동물원을 세울 공사장에 묻힌 대비책을 회수하려는 펭귄들, 그러던 중 스키퍼가 방송국 트럭 잠입에 실패해 충격을 받게되고 앵커병에 걸리게 된다. '큰 건'이 터진다는 4시는 다가오고 대장이 있어도 있는게 아닌 대원들은 이 상황에 난감해 하는데...
- 동물들의 비밀을 캐 기지에 숨겨놓은 펭귄들. 이에 죄책감을 느끼던 프라이빗은 실수로 '진실의 물약'을 칠리소스로 잘못 알고 생선과 곁들여 먹은 다음부터 모든 동물들에게 비밀을 누설하고 동물들의 분노는 극에 달하는데..

21화 나홀로 왕국(All King, No Kingdom) /손대지 마(Untouchable)
- 줄리언이 외출한 동안 놀다가 실수로 줄리언의 왕좌를 부수고만 모리스와 모트. 화가 난 줄리언은 결국 그 둘과 각방 사용을 선언한다.(그래봤자 땅에 금그어 영역 정해 놓은거지만). 하지만 시간이 지날수록 줄리언은 점점 외로움을 느끼는데..
- 파충류관에 새로운 이웃이 또 이사왔다. 정체는 귀여운 개구리 베리. 그렇지만 그 정체는 무시무시한 독이 있는 독화살 개구리였다. 자신의 독을 이용해 동물들을 괴롭히는 베리를 펭귄들은 저지해보려 하지만 독 때문에 속수무책 당해버리고 결국 프라이빗만 남게 되는데..프라이빗은 베리의 폭정에서 동물들을 구할 수 있을까?

22화 코끼리는 잊지 않는다(An Elephant Never Forgets) / 사랑도 과학적으로(Otter Things Have Happened)
- 시내에 볼일이 있어 자신을 동물원 밖으로 내보내달라는 코끼리 버트의 부탁을 듣고 아이스크림 트럭으로 변장시켜서 밖에 내보내주는 펭귄들. 하지만 버트 대신 세워둔 위장용 코끼리를 손보던 중, 버트가 밖에 나간 이유를 알게되곤 버트를 막으려 움직인다. 버트는 자신을 괴롭히던 한 아이를 찾아내 복수하려고 하는데...
- 코왈스키의 새로운 발명품 '사랑 탐지기'를 테스트 하기 위해 말린을 데려오는 펭귄들, 처음엔 펭귄들의 발명품을 시덥잖아 했던 말린이지만 이내 펭귄들이 제시한 말린의 완벽한 짝 프레드에게 조금씩 끌리게 된다. 한편 줄리언은 갑자기 생긴 말린의 남자친구 프레드를 질투해 결국 프레드를 납치하고 결투를 신청하는데..?

23화 진짜 사나이(Miss Understanding ) /성격 차이(Over Phil)
- 견학 온 아이들을 위해 묘기를 보여주던 펭귄들은 '센트럴파크의 펭귄들 수는 수컷 셋 암컷 하나'라는 앨리스의 말에 혹시나 하는 마음에 DNA 검사를 해본다. 그런데 의외의 결과가 나오고 마는데... 스키퍼가 암컷?!
- 같은 우리에 살지만 서로 전혀 다른 성격을 지닌 침팬지 필과 메이슨, 그러던 어느날 지저분한 필에게 넌저리가 난 메이슨은 결국 필과 대판 싸우고 가출해 펭귄기지에서 지내게 된다.

24화 위험한 발명품(Jiggles) / 동물원으로 오세요(Zoo Tube)
- 코왈스키의 이번 발명품은 살아있는 젤라틴 덩어리 몰캉이. 코왈스키는 몰캉이가 귀엽다고 난리지만 펭귄들은 과일을 먹을수록 점점 무식하게 커지는 몰캉이가 그리 좋진 않다. 아니, 많이 안 좋다.
- TV에서 우스꽝스런 동물 프로그램이 성행하는 요즈음, 동물원을 찾는 사람이 없어 동물원을 폐쇄한다는 소문이 떠돈다. 동물들은 텔레비전에 나오는 우스꽝스러운 동물들처럼 광고를 찍어 티비에 내보내면 사람들이 올 것이라 생각하고 여우원숭이들이 광고 촬영을 하고, 펭귄들이 인공위성에 광고를 보낼 전파 송신기를 만들기로 한다.

25화 물고기는 우리 밥(Snakehead!) /  위험한 사랑(The Falcon and the Snow Job)
- 공원 호수에 거대한 물고기가 있다는 오리들의 말에 그래봤자 물고기라며 물고기를 처치하러 가는 펭귄들. 하지만 호수에 있는 건 펭귄들이 생각한 것 이상으로 무시무시하게 커다란 가물치였다. 펭귄들은 잠수함을 만들어 가물치를 처치하러 가지만 무시무시한 가물치에 겁을 먹고 패닉상태에 빠진 대원들에게는 스키퍼의 명령조차 들리지 않고 결국 혼자 가물치를 상대하던 스키퍼가 가물치에게 먹히고 마는데..!
- 날개 부상으로 동물원에 착륙하게 된 송골매 키카에게 푹 빠져버린 스키퍼, 부러진 날개가 다 나을 때까지 기지에서 살아도 된다고 말하는 스키퍼와는 반대로 다른 펭귄들은 키카가 육식을 하는 맹금류라는 것 때문에 두려워 한다. 그러던 어느 날, 송골매 울음소리가 들린 뒤 줄리언이 비명소리와 함께 사라지는데....

26화 내가 표지모델(The Penguin Stays in the Picture) / 덴마크에서 온 친구(Huffin and Puffin)
- 매년 동물원 카탈로그 표지에 실릴 사진을 찍는 사진사 짐은 항상 센트럴파크 동물원의 귀염둥이 프라이빗의 사진을 찍어간다. 하지만 올해 짐의 타겟대상은 모트, 질투에 눈이 먼 프라이빗의 앞에 고릴라들이 나타나 모트를 처리해주겠다고 제안한다. 하지만 이후, 프라이빗 앞에 자꾸만 모트의 원혼이 보이고 프라이빗은 불안함과 죄책감에 휩싸이는데..
- 어느 날, 기습 훈련중인 스키퍼의 앞에 스키퍼가 덴마크의 공공의 적이 된 이유라는 퍼핀 '한스'가 나타난다, 한스는 스키퍼와 친해지고 싶은 마음에 여러 선물로 스키퍼의 환심을 사려하지만 스키퍼는 복수의 일종이라 되려 짐작하곤 한스의 선물을 전부 거절한다. 대원들과 말린은 그런 스키퍼가 매정하다고 하며 한스를 믿어보라고 제안하지만 결국 뒤통수를 맞고 마는데..

### 시즌 2
27화 붉은 다람쥐(The Red Squirrel) / 시간여행(It's About Time)
- 15번째 탈출구를 뚫던 펭귄들에 앞에 1964년산 자물쇠가 달린 지하 벙커가 보인다. 그 안에 있던건 붉은 다람쥐를 찾아 47년동안 벙커안에 짱박혀 있던 펭귄들의 우상 특수요원 록허트, 펭귄들은 존경하는 록허트를 도와 붉은 다람쥐의 첩자를 잡으러 돌아다니지만 프라이빗은 록허트와 다른 펭귄들의 어이없는 행동이 마음에 들지 않는다...
- 코왈스키의 새로운 발명품은 시간을 자유자재로 여행할 수 있는 기계 "크로노트론". 그렇지만 완전히 완성하기 위해선 '맥거피움 239'라는 약이 필요하다. 그래서 코왈스키와 펭귄들은 중앙지구 연구실에 잠입해 각자 흩어져 약을 찾아보는데 갑자기 프라이빗 앞에 미래에서 온 코왈스키가 나타나 맥거피움을 파괴하라고 지시한다. 한편, 스키퍼 앞에 또다른 미래에서 온 코왈스키가 나타나 크로노트론을 완성할 수 있게 맥거피움을 지키라고 하는데...

28화 리코의 파괴본능(Kaboom and Kabust) /생각대로 헬멧(The Helmet)
- 과거사 정리를 하러 야밤에 몰래 움직이는 펭귄들, 그 앞에 펭귄들의 영원한 골칫거리 줄리언이 나타나 자신의 고민을 해결해 달라고 부탁한다. 스키퍼는 찡찡대는 줄리언을 처리하기 위해 리코를 줄리언에게 보내고 다시 과거사 정리를 하러가고 한편, 아무 생각 없이 줄리언의 고민을 해결해주러 온 리코는 자신의 파괴본능이 줄리언과 일맥상통한다는걸 깨닫고는 줄리언과 찐한 우정을 쌓아가는데... 콰광!콰광!쾅!쾅!
- 코왈스키의 새로운 발명품 '헬멧(정확한 명칭 미정)'은 머릿속으로 생각하는 것들을 현실에 구현화하는 능력을 가진 발명품이다. 코왈스키의 발명품 실험을 보고있던 줄리언은 헬멧을 가지고 싶다는 마음에 결국 밤에 몰래 펭귄 본부에 침입해 코왈스키의 헬멧을 훔쳐 쓰다 오히려 큰일을 내고 마는데..

29화 바퀴벌레 대소동(Stop Bugging Me) /꼬마 스파이(Field Tripped)
- 지독한 해충박멸가를 처리해 달라며 기지에 난입한 바퀴벌레들은 리코의 친구였다. 결벽증이 있어 난리를 치며 기겁을 하는 프라이빗과는 반대로 다른 펭귄들은 전부 리코의 친구 바퀴벌레들을 좋아하기에 프라이빗은 소외감을 느낀다..그러나 그 지독한 해충박멸가의 정체는 요원X였고 설상가상으로 펭권들은 요원X에게 잡혀버리는데.. 프라이빗이 유일한 희망이다!
- 동물원 판매대의 프레첼을 훔쳐먹던 펭귄들은 마침 현장 학습을 나온 소년, 로널드의 눈에 발각되고 만다! 펭귄들은 어떻게든 자신들의 비밀이 적힌 로널드의 공책을 뺏으려고 하는데..

30화 악어 주의보(Gator watch) / 사선에서(In the Line of Doody)
- 하수구에 사는 게 신물난다는 로저를 위해 펭귄들은 로저의 새 은신처를 찾아주려 애쓴다. 하지만 그때마다 로저가 사고를 일으켜 일은 점점 커져만 가는데..
- 오늘은 어린이 동물원 개장식. 이번 개장식에는 동물협회장도 참석하기 때문에 펭귄들은 회장을 지켜주기로 한다. 그런데 회장에게 비둘기들이 매우 쓸모 없고 냄새난다는 모욕적인 발언을 들은 비둘기 프랭크는 분노하면서 개장식을 망치려 한다.

31화 sp: 황금 다람쥐의 보물을 찾아서 (The Lost Treasure of the Golden Squirrel)
- 백년 전 센트럴 파크 동물원 개장식때 묻힌 타임캡슐 속 황금 다람쥐의 열쇠. 펭귄들과 시궁쥐 패거리, 그리고 겸사겸사 끼어가는 여우원숭이들은 그 열쇠를 손에 넣어 숨겨진 황금다람쥐의 보물을 찾아내려 경쟁한다.

32화 펭귄은 무서워(Night and Dazed) / 위험한 이웃(The Big Squeeze)
- 코왈스키가 발명한 이동장치에 휘말려 코알라 우리로 날아가게 된 프라이빗, 그곳에 있는 코알라 레너드는 어디서 안 좋은 소문을 들었는지 프라이빗을 매우 무서워하며 피한다. 그 다음 날 프라이빗은 한번 더 코알라 우리에 들어가 레너드와 대화를 해보려고 하지만 야행성인 레너드는 자고있는 상태. 일단 레너드를 기지로 데려오지만 밤이 되자 펭귄들을 보고 패닉상태에 빠진 레너드는 난리를 치다 이동창치에 의해 동물원 밖으로 튕겨 나가게 되는데..
- 센트럴파크 동물원에서 잠시 맡게 된 호보컨 동물원 출신 보아뱀 "사비오", 그런데 그가 온 이후로 여우원숭이들과 말린이 없어지는데...수사에 착수한 펭귄들이 알게 된 사실은 충격적인 것만도 아닌 것이었다. 알고 보니, 사비오가 그들을 잡아먹었던 것!

33화 순한 양이 되고파(Can't Touch This) / 천하무적 알동이(Hardboiled Eggy)
- 새로 생긴 어린이 동물원에서 사건이 일어났다. 양이 어린 소년을 물은 것! 불의를 못참는 펭귄들은 양을 혼내주려 어린이 동물원에 잠입하지만 사건을 일으킨 양 '랜디'는 소년이 자기를 먼저 괴롭혔기에 보복을 한거라고 한다. 펭귄들은 랜디를 보호하기 위해 갖을 수를 쓰는데..
- 펭귄들이 잠깐 맡아서 기르던 조그만 새끼오리 알동이는 펭귄들의 영향을 받아 자꾸 과격한 짓을 하며 펭귄 특공대에 들어오고 싶다고 한다. 엄마 오리의 부탁을 받은 펭귄들은 알동이를 순화시키려 노력하지만..

34화 소원을 빌어 봐(Wishful Thinking) / 만우절 대소동(April Fools)
- 관리실에서 실수로 동전이 가득 들은 유리병을 깨뜨린 프라이빗. 일단 동전을 처리하기 위해 들고 나오던 중 소원의 분수 앞에서 모트를 만나 동전을 주며 분수에 동전을 던져 소원을 빌어보라고 한다. 그런데 정말로 모트의 소원이 이루어지는 기적이 일어나자 펭귄들도 각자 분수에 소원을 빌어 보지만 그런 펭귄들을 스키퍼는 걱정하며 다른 동물들에게 이 사실을 말하지 말라고 한다. 하지만 줄리언이 동네방네 소문을 내어 결국 소원의 분수가 유명해지고 펭귄들의 신변에도 큰 위기가 닥쳐온다!
- 지금까지 만우절을 모르고 지냈던 줄리언이 지금까지 몰랐던 것을 보상받아야 한다며 동물원의 동물들에게 장난을 치기 시작한다. 그러다 줄리언의 장난에 당한 코뿔소 로이가 줄리언을 공격하고, 줄리언은 구조요청을 하지만 역시 줄리언의 장난에 당했던 펭귄들은 장난일 거라고 생각하며 무시하는데..

35화 내 사랑 이쁜이(Hello,Dolface) / 위험한 포스터(Fit to print)
- 텔레비전을 보던 중 광고에서 말하는 이쁜이 인형 광고를 보게 된 리코. 자신이 갖고 있는 이쁜이 인형을 위해 펭귄들과 목소리 칩을 구하러 가지만 인형이 너무 인기가 좋아 가는 곳마다 매진된다. 펭귄들은 상심한 리코를 위해 프라이빗의 루나콘 인형에서 목소리 칩을 꺼내 이쁜이에게 이식해주지만 줄리언의 조언(?)때문에 리코는 무조건 이쁜이가 말하는 대로 하게 되는데..
- 동물원에 붙게 될 새 포스터용 사진에 펭귄들이 행동하는 장면까지 찍혀 있었다! 그 장면을 지우기로 한 펭귄들은 작전을 개시하지만 어째서인지 일은 점점 꼬여만 가는데..

36화 이 박멸 대작전(Operation: Cooties) / 분노의 질주(Driven to the Brink)
- 스모시합을 하는 펭귄들 앞에 말린이 나뭇잎을 주워와 보습제라며 나눠준다. 그런데 이때 여우원숭이들이 동물원에 놀러온 아이들로부터 이가 옮을 것 같다며 펭귄들에게 도움을 청한다. 웬일인지 펭귄들도 계속 가려움증을 보이는 가운데 확실한건 이 모든 것이 말린으로부터 시작된 것인데..
- 운전을 너무 좋아하는 리코. 저녁까지 훈련을 하고도 한밤중에 다른 펭귄들 몰래 차를 몰다 너무 과하게 운전한 탓에 결국 차가 산산조각 나고 만다. 리코는 차를 밤새워 겨우 수리해내지만 아침이 되자, 웬일인지 차가 리코를 공격하기 시작했다. 대체 왜?

37화 필드의 신사(Mr.Tux) / 프라이빗 진급 작전(Concrete Jungle Survival)
- 사막에서 온 아르마딜로, '사막의 돌풍'은 프라이빗을 '필드의 신사'라고 부르며 미니골프 대결을 하려 하지만 프라이빗은 자신에게 상처만 남긴 미니골프에서 이젠 은퇴했다고 거부한다. 그러나 사막의 돌풍은 끈질기게 대결을 신청하며 펭귄 기지의 '핵융합 원자로'를 건드리게 되는데...
- 펭귄 특공대의 막내인 프라이빗. 계급이 낮아 자신은 볼 수 없는 기밀 작전 내용이 너무 궁금한 나머지, 홧김에 진급시켜 달라고 한 말이 화근이 되어 프라이빗은 진급시험을 치르기 위해 자정에 도시로 나온다. 하지만 여우원숭이들 때문에 진급시험이 순조롭지만은 않을 듯 하다.

38화 상자 속의 친구(Friend-in-a-Box) / 오소리도 문제 없어(Badger Pride)
- 분실문 상자에서 장난감을 뒤지던 줄리언. 그러다 던져버린 게임기를 모트가 줍게되고 그렇게 게임에 푹 빠진 모트는 이제 줄리언의 발에는 신경도 쓰지 않게 된다. 그런 모트가 맘에 들지 않는 줄리언은 마침 발명품 재료를 구하던 코왈스키와 함께 짜고 모트의 게임기를 없애기로 하는데..
- 동물원에 오소리 두 마리, 베키와 스테이시가 들어온다. 항상 오소리들을 겁내던 프라이빗이었지만 오소리들과 같은 족제비과인 말린의 설득 덕에 금세 친해지고 넷은 친구가 된다. 하지만 너무 활발한 그녀들이 밤중에도 말린을 귀찮게 하자 결국 말린을 막말을 하고, 화가 난 오소리들은 말린을 덮치는데..

39화 투명한 도시(Invention Intervention) / 네 남자와 아기 바구니(Cradle and All)
- 스키퍼는 코왈스키가 계속 자신들을 비롯한 다른 동물들을 위협하는 발명품을 만들자, 결국 발명 금지령을 내린다. 그러나 코왈스키는 밤중에 사소한, 아니 엄청난 발명품을 만들지만 중간에 프라이빗에게 들키고 만다. 극구 만류하는 프라이빗을 데리고 성능 테스트를 하던 코왈스키는 갑자기 난입한 줄리언 때문에 엄청난 일을 벌이게 되는데..
- 펭귄들이 밖에서 돌발사태를 예측하는 기계를 실험하던 중, 프라이빗이 물고기를 던지게 되고, 그 물고기가 나비효과를 일으켜 아기를 실은 유모차가 동물원 밖으로 나가 버리게 된다. 돌발사태 예측기가 그 유모차에서 엄청난 돌발사태가 발생할 것이라고 하자 펭귄들은 유모차를 다시 돌려놓기 위해 나서는데..!

40화 SP: 크리스마스의 기적(The All Nighter Before Christmas)
- 오늘은 즐거운 꼬마스마스 이브! 꼬마 동물들을 위해 어른 동물들은 지금까지 해 왔던 것처럼 꼬마스마스를 준비하기로 한다. 하지만 이번에 처음 산타 역할을 맡게 된 스키퍼는 조수요정 역할의 프라이빗과 산타의 마법에 대해 알아보려다 큰 사고를 치고 마는데..

41화 한다면 한다 (Work order) / 반짝이는 게 좋아(Hot ice)
- 펭귄 우리 지하의 물탱크가 터지자 앨리스가 수리공 거스를 부른다. 펭귄들은 수리를 위해 땅을 파헤치면 지하에 숨겨놓은 비밀기지와 비밀무기들, 그리고 가장 중요하고 위험한 '핵융합 원자로'를 건드리게 될까 두려워 미리 공사를 해 두지만 자기 방식대로 확실히 일처리를 해야 하는 성격의 거스는 다시 공사를 시작한다. 펭귄들은 어떻게든 거스가 공사를 하지 못하도록 막으려고 하지만...
- 도둑 세실과 브릭이 값비싼 다이아몬드 목걸이를 훔쳐 달아나던 중 센트럴파크 동물원에 그걸 던져 버린다. 마침 줄리언이 목걸이를 받게 되고 줄리언은 그 목걸이가 하늘이 내려 준 것이라 생각하고 아끼며 차고 다니지만 도둑들이 그것을 다시 찾으러 온 걸 알게 된 펭귄들은 줄리언으로부터 목걸이를 빼앗아 돌려 놓으려고 한다.

42화 모리스의 음모(Whispers and coups) / 난해한 예술(Brush with danger)
- 모리스는 펭귄들과 줄리언, 모트를 제외한 모든 동물들과 짜고 큰 일을 하려 한다. 그걸 눈치챈 줄리언은 모리스가 반역을 할 것이라 생각하여 펭귄들과 모리스의 반역을 저지하려고 하는데..
- 코끼리 버트는 우연찮은 기회(?)에 페인트 붓을 손에 넣고, 담벼락에 그림을 그리면서 유명해진다. 마침 코왈스키도 주머니에 넣어 다닐 수 있는 양자 가습기를 설계하는데 세상을 파괴할 수 있는 확률이 50%나 되기에 파기해야 하는 상황. 그런데 그 설계도가 바람에 날아가 버트의 그림 위에 덮어씌어 지고 미술관에 전시되는데..!

43화 돌아온 레미(Alienated) / 내 사랑 알린(The Otter Woman)
- 줄리언의 로봇친구 레미가 화성에서 돌아왔다. 모트를 제외한 여우원숭이들과 펭귄들이 환영해준다. 그러나 레미 혼자만 온 것 같지는 않다.
- 앨리스가 수달 우리의 수영장에 소독약을 너무 많이 넣는 바람에 수영을 하던 말린의 털이 탈색된다. 하지만 펭귄들과 여우원숭이들은 탈색된 말린을 몰라보고 사랑스런(?) 북극 밍크 '알린'으로 착각한다. 특히나 스키퍼와 줄리언이 알린에게 푹 빠져버리는데..

44화 돌아온 요원 엑스(The Officer X Factor) / 아픈 사랑(Love Hurts)
- 폭염 주의보가 내린 여름, 동물원 수영장의 물이 전부 말라 버렸다. 참다못한 펭귄들은 기지를 떠나 이스트 강으로 가려고 하는데 앨리스가 걸림돌이 되어 해외 여행을 보내게 된다. 그런데 하필이면 요원 X가 그 날 동물원의 임시 책임자가 되어서 펭귄들이 가는 곳마다 쫓아와 방해하는데..
- 펭귄들은 하루 지난(살모넬라 드레싱(?)을 듬뿍 바른)참치를 손에 넣기 위해 프라이빗을 투입한다. 하지만 사고로 개 훈련소로 떨어지고 크게 다쳐 동물병원에 가게 된 프라이빗은 그 곳에서 '쇼나'라는 간호사에게 첫 눈에 반해 퇴원 후에도 쇼나를 만나기 위해 재도전을 빌미로 계속 사고를 내는데..

45화 오늘의 착한 일(Operation: Good Deed) / 자판기 탈출 작전(When the Chips are Down)
- 펭귄들은 하루 한 번 착한 일을 한다는 아이를 보고 자신들도 하루에 한번 착한 일을 하고자 동물들을 도우려 하지만 일이 꼬이고 꼬여 동물들을 다 돕고 나서도 사람들을 위해 피자 알바까지 대신하게 된다.
- 자판기의 과자를 먹으려 안간힘을 쓰는 모트. 프라이빗이 그런 모트를 보고 자판기에서 과자를 뽑아 주지만 자판기 안에 집어넣은 모트의 꼬리가 말려들어가 둘은 자판기 속에 빠져 버린다. 프라이빗은 어떻게든 자판기에서 탈출하려 안간힘을 쓰지만 너무 순진한 모트의 방해 아닌 방해로 번번이 실패하고 한편 프라이빗과 모트가 없어진 걸 안 펭귄들과 여우원숭이들은 힘을 합쳐 둘을 찾아보는데..

46화 위험한 동거(Kanga Management) / 모트는 스파이(Rat Fink)
- 펭귄들이 뜨거운 감자 게임을 하다 실수로 코알라 우리를 부수어 레너드가 당분간 캥거루 우리에서 살게 된다. 펭귄들은 주행성인 조이와 야행성인 레너드의 활동 시간대가 달라 괜찮을 것이라 생각했지만...
- 펭귄들이 적들을 도청하던 중 예감이 안 좋은 쥐들 소굴에 있던 도청기가 망가져 쥐들의 동태를 살필 수 없게 된다. 그래서 제일 쥐 같은 모트를 변장시켜 쥐들 소굴로 투입하게 되는데...

47화 왕의 오른팔(Right Hand Man) / 두뇌왕 코왈스키(Brain Drain)
- 동물원에 새로 들어온 여우원숭이 '클램슨'. 줄리언은 클램슨이 맘에 들어 새로운 왕의 오른팔로 정하기로 하고 줄리언의 자질구레한 명령 수발에 질린 모리스도 찬성한다. 하지만 클램슨의 사악한 목적을 알아챈 모리스와 모트는 마침 호보컨 동물원에 실려가게 될 동물을 맞춰보던 펭귄들에게 도움을 청하는데..
- 동물원에 설치 된 자동 먹이 배급기 때문에 배를 곯는 펭귄들. 이런 와중에 코왈스키는 실험으로 인한 사고를 줄이기 위해 머리를 좋게 하려고 실험을 하다 머리가 풍선처럼 부풀어오르게 된다. 하지만 물건 고장의 원인을 검토하던 중 머리가 점점 줄어들어 결국 리코보다도 멍청해지고 이런 상황에서 펭귄들은 어떻게든 배를 채우기 위해 갖은 수를 쓰지만 코왈스키 때문에 애를 먹는데..

48화 초절정 귀여움(Cute-Astrophe) / 줄리언 대장, 스키퍼 대왕(King Julien for a Day)
- 펭귄들이 애교를 떨어도 물고기 수입이 시원치 않자, 귀여움 측정기를 만들어 그들 중 제일 귀여운 프라이빗을 측정하다 프라이빗의 애교 필살기를 깨우게 된다!펭귄들은 이를 무기화하여 각종 사건사고들을 해결하려고 하지만 자질구레한 상황에까지 필살기를 쓰게하자 결국 진짜 비상사태에서 프라이빗은 스키퍼의 명령에 거부하는데..
- 동물들은 회의 시간마다 서로를 헐뜯는 펭귄과 여우원숭이가 맘에 들지 않는다. 그러다가 메이슨이 스키퍼와 줄리언이 싸우는동안 그 둘이 서로 역할을 바꿔보라는 의견을 내자 모두 찬성하고 도망치는 바람에 얼떨결에 다음 날 하루동안 스키퍼는 여우원숭이들의 왕으로, 줄리언은 펭귄들의 대장으로 지내게 된다. 역할을 바꾸고 나서도 제멋대로 행동하는 줄리언과 스키퍼 때문에 애를 먹는 펭귄들과 여우원숭이들 앞에 의뢰가 들어오는데..

49화 나이젤 삼촌 방문기(A Visit From Uncle Nigel) / 모리스 살리기(Maurice at Peace)
- 영국출신인 프라이빗의 삼촌 '나이젤'이 센트럴파크 동물원에 방문했다. 프라이빗만이 동감하는 그의 지루한 이야기에 진물이 난 펭귄들은 핵 연료광을 손보러 가지만 프라이빗 앞에서 드러난 나이젤의 정체는 사실 본부에서 보낸 비밀요원!그렇게 프라이빗은 나이젤과 함께 붉은 다람쥐의 음모를 저지하기 위해 나서는데..
- 관리실 팩스로 모리스가 오프올로세가라는 병에 걸려 24시간 동안밖에 살 수 없게 됐다는 것을 알게 된 침팬지들. 동물들에게 이 사실을 알리자 말린이 모리스의 마지막 날을 행복하게 해주기로 제안하여 동물들이 모리스를 돌봐주는 동안 펭귄들은 치료제인 덴드로비움 꽃을 구하러 가는데..

50화 만화 주인공처럼(Danger Wears A Cape) / 잠 못 드는 밤(Operation: Break-Speare)
- 베수비오 가문의 못된 쌍둥이가 놓고 간 배낭에서 만화책을 발견한 펭귄들. 스키퍼는 군인 정신에 어긋난다며 전부 버리지만, 그날 밤 대원들은 스키퍼 몰래 만화책을 보고 그것을 토대로 슈퍼 히어로처럼 꾸미고 사고들을 해결한다. 하지만 만화책을 따라하는 건 그들 뿐만은 아닌것 같은데..
- 여우원숭이들이 밤 10시 이후로 소란스럽게 댄스 파티를 해서 펭귄들이 그들을 조용히 만들기 위해 침팬지들의 도움으로 협상을 하려 하지만 잘 되질 않고 불면증으로 예민해진 스키퍼는 그 와중에 셰익스피어 연극을 보느라 밤늦게 돌아오는 프라이빗을 의심하게 되는데..

51화 이웃 바꾸기(Operation: Neighbor Swap) / 물고기 밝힘증(Herring Impaired)
- 매일 시끄럽게 떠드는 이웃(?) 여우원숭이들에 신물이 난 펭귄들은 여우원숭이들을 어린이 동물원으로 보내버리고, 대신 여우원숭이 우리에 로저를 데려온다. 하지만 여우원숭이들이 쓰던 우리에는 수영장이 없어 로저는 펭귄들의 수영장을 쓰게 되고, 이로 인해 불편을 느낀 펭귄들은 여우원숭이들을 다시 데려오려 하지만 줄리언의 새로운 부하가 된 토끼들 때문에 난항을 겪는다. 과연 펭귄들은 랜디와 모트의 도움으로 여우원숭이들을 다시 되돌려 보낼수 있을까?
- 펭귄들은 스키퍼가 모형 조립을 하다가 알게 된 침몰한 노르웨이 배에 있는 100년동안 소금에 절인 청어를 먹으러 간다. 너무 나서다가 타이밍을 놓쳐버린 리코를 제외한 펭귄들은 청어를 맛있게 먹지만 기지에 돌아와서 이상한 증세를 보이는데..리코 혼자 이 상황을 잘 해결할 수 있을까?

52화 귀염둥이 스키퍼(Rock-A-Bye Birdie) / 줄리언 대 사비오(All Tied Up with a Boa)
- 훈련 도중 스키퍼가 코왈스키의 원자변형 광선총에 맞고 어려져 버렸다! 다시 되돌리기 위해서는 일단 하수도에 빠진 광선총부터 찾으러 가야 하지만 스키퍼는 어려지면서 힘도 약해졌기 때문에 같이 가는 건 무리다. 일단 스키퍼를 사촌 '피티'라고 하고 줄리언에게 맡긴 대원들은 하수도로 향하는데..
- 32화 '위험한 이웃'편에서 나온 사비오가 호보컨 동물원을 탈출했다! 사비오가 미리 수를 써 버트는 전투에 투입시킬 수 없는 상황, 이런 와중에 웬일인지 줄리언이 자신만만하게 사비오를 물리치겠다고 나서는데..펭귄들은 사비오를 저지할 수 있을까?

53화 첫눈에 원수 되다(Loathe at First sight) / 돌아온 몰캉이 (The Trouble With Jiggles)
- 코왈스키가 자신이 좋아하는 돌고래 도리스와의 사랑을 위해 "첫 눈에 반하는 광선총"을 만들었다.그 총을 맞으면 미리 선택된 상대를 누구보다 헌신적으로 사랑한다고 해서 실험을 해보자 대성공이었다만 중간에 광선총이 고장 나는 바람에 실수로 프라이빗이 코왈스키의 원수가 돼버렸다. 그것을 시작으로 수리까지 방해하는 프라이빗때문에 다 고쳤음에도 불구하고 작동실수로 펭귄들을 포함한 동물원 식구 모두에게 원수가 되어버린 코왈스키. 코왈스키는 과연 다시 모든 동물들을 되돌릴수 있을까?
- 코왈스키를 두고 재판을 여는 펭귄들. 이유인 즉 코왈스키가 아직 몰캉이를 키우고 있었다는 것을 알게 된 펭귄들은 몰캉이의 분자 구조를 변형하여 이제는 안전하다는 코왈스키의 주장에도 불구하고 온갖 수단을 써서 몰캉이를 없애려다 충격을 가할수록 몰캉이의 개수가 기하급수적으로 늘어나고 해결할 수 없이 일이 커진 것인데..

54화 가발을 돌려줘(Hair Apparent) / 짝사랑(Love Takes Filghtness)
- 머리인 줄 알았던 동물협회장의 가발이 바람에 날아가 모리스에게 씌어진다. 그러자 줄리언과 모트는 기겁을 하며 가발을 떼어내기 위해 모리스를 쫓아 다니고 결국 모리스는 개코원숭이들 우리에 떨어지게 된다. 그런데 웬일인지 개코원숭이들이 모리스를 좋아한다..?
- 펭귄들이 파 놓은 구멍에 거스가 만든 급수대를 이용하려다 채 굳지 않은 시멘트에 발과 머리가 빠져버린 타조 셜리를 리코가 구해준다. 셜리는 리코에게 푹 빠지지만 리코에게는 이미 이쁜이가 있다. 그러자 셜리는 질투에 눈이 멀어 인형을 훔쳐 쓰레기통에 버리고 리코의 맘을 돌려보려고 하지만 잘 되질 않고 이 와중에 이쁜이는 쓰레기차로 실려가게 되는데..!

55화 sp: 호보컨 동물원의 비밀(The Hoboken Surprise)
- 펭귄들이 여름 휴가를 위해 요트를 타고 가는 도중 폭풍우에 휩싸인다. 폭풍우에 휩쓸려 펭귄들이 떨어진 곳은 바로 맨헤튼의 호보컨 동물원! 그곳에서 한스, 사비오, 클렘슨, 론다, 룰루가 펭귄들을 환영한다. 동물들은 새 관리원 프랜시스 알버트라가 모든 것을 새롭게 고쳤다고 하지만 적이었던 동물들까지 이렇게 자신들을 우호적으로 대하자 펭귄들은 수상하다고 여기는데..

56화 애완동물은 괴로워(Pets Peeved) / 최고의 발명품(Byte-Sized)
- 베수비오 가문의 못된 쌍둥이들이 자신의 가문에서 동물원에 투자금을 대준다는 사실을 빌미로 삼아 스키퍼와 줄리언을 데려가 버렸다! 다른 펭귄들과 여우원숭이들은 구출작전을 개시하지만, 결국 그들도 붙잡혀 장난감 신세가 되고 그나마 손발이 자유로운 줄리언만이 희망인데 줄리언은 반짝이는 물건들에 정신이 팔려 위엄을 포기했으니..
- 코왈스키가 나노기기를 발명하여,대원들에게 보여준다. 스키퍼는 그의 기계를 믿지 못하지만,코왈스키는 그에게 나노기기가 안전하다고 누누이 설명한다. 그러나 뭔가 문제가 생겼는데...

57화 프라이빗의 숙적(Arch-Enemy) / 줄리언의 새 왕좌(The Big S.T.A.N.K)
- 코왈스키가 새로 발명한 로봇 '넥스토 스켈레톤' 때문에 달팽이 데일은 펭귄들을, 특히 프라이빗을 싫어한다. 프라이빗은 어떻게든 데일과 화해하려고 하지만 실수로 데일을 3번씩이나 밟고 동물원의 동물들은 모두 프라이빗을 겁낸다. 결국 분노한 데일은 넥스토 스켈레톤으로 프라이빗을 공격하는데..
- 펭귄기지에서 블로홀과의 전투에 쓰려던 거대한 변기(S.T.A.N.K.)가 나온다. 폭발의 위험이 있어 변기를 뉴 저지의 쓰레기장으로 옮기려 하지만 여우원숭이들이 끼어들어 줄리언이 그만 변기에 묶이고 만다. 모리스와 코왈스키의 조사 결과, 풀 수 있는 방법은 오직 염화 나트륨, 즉 소금 뿐이지만 쓰레기장에서 구할 수 없는 터라 스키퍼와 줄리언, 둘 중 하나의 눈물이 필요한데..

58화 친목의 밤(The Most Dangerous Game Night) / 거리의 생존법칙(Street Smarts)
- 말린이 요즘 동물들이 서로 이야기 할 시간이 없다면서 다 같이 보드게임을 하자고 한다. 스키퍼는 멘프레드와 존슨 이야기를 꺼내면서 반대하지만, 말린은 그 말을 무시하고 게임을 진행하고 간식이 다 떨어졌으니 코왈스키와 모리스, 모트에게 과자 가게에 가서 간식을 사 오라고 한다. 하지만 동물들은 게임 규칙때문에 싸우기 시작하고, 과자 가게에 간 셋도 결국 경찰을 불러오는 사고를 치고 마는데..
- 공원을 산책하고 있던 여우 원숭이들을 떠돌이 개 엘머가 고양이로 착각하고 추격하다가 모트를 물어간다. 펭귄들은 프라이빗에게 줄리언의 일을 처리하라 시키고 모트 구출 작전을 개시하는데 엘머는 이미 모트와 친해져 헤어지기를 거부한다. 펭귄들이 약속 시간을 정해놓고 놀라고 하는 그 순간, 흥분한 엘머가 모트를 다시 데려가 버리는데.. 펭귄들은 달괭이 맥스의 도움을 받아 이 일을 잘 해낼 수 있을까?

59화 멈춰버린 시간(Time out) / 붉은 다람쥐의 꼭두각시(Our Man in Grrfurjiclestan)
- 코왈스키가 세상의 시간을 멈추게 하는 기계 '스톱워치'를 발명한다. 그런데 줄리언이 껌의 단물 빠지는 시간을 재고 싶다며 기계를 훔쳐가고 코왈스키는 기계를 돌려받기 위해 줄리언과 추격전을 벌이다가 그만 기계가 망가져 둘을 제외한 세상 모든 시간이 멈춰버리는데..
- 하늘에서 떨어진 통신기가 록허트와 이어져 펭귄들은 록허트를 찾아 나선다. 하지만 차가 부서지고, 점심식사에 상한 마요네즈에 버무린 참치가 들어있고, 기지에 함정이 설치된 것을 보고 펭귄들은 이를 수상하게 여긴다. 펭귄들은 서로가 세뇌 당했다고 의심하면서 브루클린의 마이너리그 야구장으로 향하는데, 자신들을 거의 죽이려고 했던 상대는 무척이나 뜻밖이었다...과연, 이 일의 배후는?

60화 sp: 블로홀 박사의 반격 Part 1(The return of the revenge of Dr. Blowhole)
- Part 1-특급 기밀 미션을 수행하기 위해 중국 상하이로 간 스키퍼. 그러나 항구에서 한스와 손을 잡은 블로홀에 의해 모든 기억(심지어 수영하는 방법도)이 지워 지지만 운좋게 무인도에 표류되고 거기서 무의식중에 친분을 쌓았던 알렉스(영화 '마다가스카'의 주인공 사자)의 기억을 불러내어 기억을 찾아가며 다시 뉴욕으로 돌아갈 준비를 한다. 한편 줄리언은 분실상자에서 MP3를 줍지만 배터리가 없어 코왈스키가 발명한 핵폭탄급 파워의 파워셀을 이용하려고 하고 또 한편, 스키퍼를 처치했다고 생각한 블로홀은 스키퍼의 기억을 이용하여 자신의 유전자 변형 레인저 기계를 이용해 펭귄기지를 습격할 계획을 세우는데...

61화 sp: 블로홀 박사의 반격 Part 2(The return of the revenge of Dr. Blowhole)
- Part 2-결국 줄리언이 펭귄들의 비밀 창고에서 파워셀을 꺼내 MP3에 끼웠다. 하지만 MP3가 기지에 난입한 블로홀의 유전자 변형 레이저에 맞아 뮤지컬 제조기가 되어버리고 그 효과로 뉴욕 센트럴 파크 전체가 뮤지컬 무대가 되어 모두가 노래로 대화하게 되었다. 한편 스키퍼는 기억을 되찾기 위해 알렉스의 환영과 함께 우여곡절 끝에 뉴욕에 도착하고 다시 펭귄 특공대가 결성 되지만, 블로홀을 막기 위해서는 블로홀보다 더 뛰어난 노래로 뮤지컬 제조기를 저지해야 한다!과연 펭귄들은 블로홀 박사의 야망을 저지하고 뉴욕을 구할 수 있을 것인가!

62화 뱃속 직감(Gut Instict) / 새장에 갇힌 새(I know why the caged bird goes insane)
- 동물에게 먹이를 주지 말라는 경고문을 무시하고 동물들에게 몰래 맛 좋은 최고급 음식을 나눠주는 '글래디스'할머니를 동물들(여우원숭이들 빼고)은 좋아한다. 오늘도 할머니께 맛좋은 음식을 얻어먹은 펭귄들은 할머니께 묘기를 보여주려는데 갑자기 누군가 떨어트린 망고 씨의 의해 할머니가 넘어지고, 동물들은 당시 망고를 먹고 있던 줄리언을 범인이라 여겨 벌을 주려고 한다. 그러나 평소 잘 맞는 스키퍼의 뱃속 직감은 줄리언이 범인이 아니라는 것 같은데...
- 작전 수행 중, 코왈스키가 발명박람대회 표지판을 보고 기쁨에 겨워 새 발명품 '쭉쭉이 손'을 이용해 날짜를 확인하려다 표지판이 넘어지는 바람에 다리를 다치고 만다. 치료를 받고 어린이 동물원의 아기방에서 코왈스키가 요양을 받는 동안, 펭귄들이 대신 박람회를 보고 오기로 하지만 혼자밖에 없는 그곳에서 코왈스키는 점점 미쳐간다. 그러던 중 코왈스키는 외계오징어의 음모를 알게되고 막을 방법을 생각하던 중, 마침 지나가던 말린에게 도움을 청하는데..

63화 sp: 작전명: 남극(Operation:Antartica)
- 항구에서 못된 짓을 꾸미고 있는 도둑 세실과 브릭을 막으러 펭귄들이 나섰다. 도둑들을 혼내준 후, 프라이빗은 어디선가 살려 달라는 소리를 듣고 가 보지만 뜻밖에도 상대는 자신들의 천적인 바다표범 '헌터'! 하지만 동정심 때문에 프라이빗은 헌터를 구해주고 기지로 데려간다. 예상대로 펭귄들은 난리법석을 떨며 헌터를 이동장치를 통해 날려 보내지만 프라이빗도 함께 날아가게 되고 대원들은 프라이빗을 찾으러, 프라이빗은 헌터와 함께 남극으로 향한다...

64화 닌자 코알라(Nighty night ninja) / 아기 돌보기(Siege the Day)
- 펭귄들이 영화를 보려고 모든 준비를 다 마쳐 놓는다. 하지만 다른 동물들이 방해하지 못하도록 설치해둔 로켓이 레너드의 우리로 날아가게 되고 레너드는 항의하러 왔다가 펭귄들이 보는 닌자 영화에 푹 빠져 밤을 새워 본다. 아침이 되자, 레너드는 자러 돌아가지만 영화의 영향때문인지 레너드는 잠을 자면서 거의 몽유병 상태로 무술을 한다. 펭귄들은 시궁쥐들을 때리고 있는 레너드를 기지로 데려와 프라이빗이 좋아하는 루나콘 애니메이션으로 치료를 하고 레너드는 다시 정신을 차리지만 이제는 시궁쥐들에게 쫓겨다니는 신세가 되는데...
- 스키퍼와 코왈스키, 리코는 자신들이 좋아하는 트럭 쇼를 보러 가기로 하고 그들과 성격이 다른 프라이빗은 아기오리들을 맡아 주기로 한다. 프라이빗은 최대한 아기오리들을 잘 돌봐 주려고 하지만 아기오리들은 워낙에 말썽꾸러기라서 제멋대로 행동한다. 설상가상으로 아기오리들과 줄리언이 제멋대로 연 파티의 음식 냄새를 맡은 말벌 떼들이 몰려오고, 쿵쾅거리는 파티 소리에 시궁쥐들이 몰려와 순식간에 프라이빗과 아이들은 포위되고 만다. 한편, 트럭 쇼를 보러간 펭귄들도 경기장 안으로 침투하기가 쉽지가 않다. 과연, 양쪽 다 일을 잘 해결할 수 있을까?

65화 동물들의 이중생활(The big move)/멸종 위기 새(Endangerous species)
- 여우 원숭이들이 밤에 파티를 할 곳을 찾다가 펭귄들의 도움을 받는다. 펭귄들은 하수도를 타고 공원으로 나가 조용히 셋이서 파티를 즐기고 그 장소는 비밀로 하라고 하지만 역시나 줄리언은 파티를 널리 알린다. 밤이 되자, 아무 소리도 들리지 않아 불안해서 깬 펭귄들은 줄리언을 찾아 공원으로 가고 당연히 동물원의 동물들이 파티를 벌이고 있는 건 뻔한 사실. 많은 동물들을 데리고 하수도를 빠져나가기도 쉽지 않은데 도중에 버트의 몸이 끼어 나가지 못하게 돼버렸다..하필 아침에는 동물협회장과의 사진촬영 행사가 잡혀있다! 과연 펭귄들은 사람들 몰래 모두를 제자리로 돌려 놓을 수 있을까?
- 멸종한 마히타히 펭귄을 복구하기 위하여 박물관에 온 펭귄들. 하지만 리코의 실수로 CCTV가 터지는 바람에 깃털이 휘날린다. 얼떨결에 깃털 하나를 집어 코왈스키의 발명품에 넣자 도도새 한 마리가 살아난다. 동물원의 다른 동물우리에 같이 지내게 하려고 하지만 위험한 짓에다가 멍청하기까지 하여 계속 터지는 도도새. 펭귄들이 도도새에게 안전장비를 착용하려고 하는 순간 도도새가 도망쳐 기계가 쓰러지고, 수많은 도도새들이 살아나고 터져 버리는데...

### 시즌 3
66화 말린의 두 얼굴(Littlefoot) / 엄마, 우리 엄마(Smotherly Love)
- 동물원 밖에만 나가면 180도 돌변하는 말린, 펭귄들은 말린의 성격을 고치고자 코왈스키의 발명품 '본성 분리기'를 이용한다. 실험은 성공하여, 말린은 평소의 말린과 난폭한 말린으로 분리되지만 난폭한 말린, 일명 '리틀풋'이 탈출해 거리를 난장판으로 만들자 요원 X가 나서서 리틀풋을 동물관리국으로 데려간다. 과연 펭귄들은 겁쟁이 말린과 리틀풋의 몸을 다시 합칠 수 있을까?
- 다시 나타난 한스! 펭귄들은 한스와 결판을 내려하지만 싸우던 도중, 작은 실수로 주머니쥐의 나무가 폭파되고 만다. 펭귄들은 그 주머니쥐를 본부로 데려오고, 그녀는 펭귄들을 자신의 아들들이라고 생각하며 돌봐준다. 펭귄들은 마음을 열기 시작하고, 점점 그녀와 친하게 지내지만 위험한 것을 두려워 하는 주머니쥐는 펭귄들이 쓰는 무기들을 치워 놓고 펭귄들은 날이 갈수록 나약해지고 있다. 게다가 주머니쥐가 죽은 척하기의 달인이라는 진실을 들은 펭귄들은 결국 눈물을 머금고 그녀를 내쫓지만, 다시 나타난 한스가 그녀를 납치해서 인질로 쓰는데...

67화 단결만이 살길(A Kipper for Skipper) / 프라이빗의 필살기(High Moltage)
- 스키퍼는 단결 훈련 때문에 괴로워하는 부하들을 보고 자신에게 청어를 가져오는 펭귄은 훈련을 하루 쉬게 해 주기로 한다. 펭귄들은 서로 하고 싶은대로 하기 위하여 단결하지도 않고 물고기 공장을 헤집고 다니다가 복수의 순간만을 노리고 있는 요원 X와 마주하게 된다. 그는 펭귄들을 잡아다 동물 관리국으로 데려가려고 하는데... 하지만 단결이 가장 중요하다는 것을 안 펭귄들은 힘을 합쳐 요원 X의 손아귀에서 벗어나기로 한다.
- 영화 '천둥 번개가 치는 오늘 밤'을 보러 가기로 한 펭귄들. 하지만 최신식 보안장치인 동물원 지킴이가 전자막을 쳐 펭귄들은 나갈 수 없게 된다. 또 왜 그런지 프라이빗은 계속해서 몸이 가렵다고 긁는다. 결국 앨리스의 시선을 돌리고 열쇠인 카드를 훔치기 위하여 프라이빗의 애교 필살기를 쓰기로 한 펭귄들. 하지만 시전하는 순간, 털갈이 시기인 프라이빗의 털이 빠져 버리고, 동물원의 귀여움 2인자인 모트와 몸을 바꾸려고 하지만 일은 오늘따라 계속 꼬이기만 하는데... 영화가 매진되는 오후 중 남은 시간은 단 한시간 뿐(내일도 시간이 있지만 쫙 퍼져있을 스포일러를 용납할 수 없다!)! 과연, 펭귄들은 자신의 흉측한 모습에 기겁하는 프라이빗을 이용하여 영화관에 갈 수 있을까?

68화 sp: 푸른 지구를 지켜라(Operation: Big Blue Marble)
- 펭귄들이 살벌한 노르웨이식 카드게임을 하던 중, 코왈스키가 갑자기 일어나 뭔가를 생각해낸 듯 발명에 착수한다. 그렇게 만들어 낸 것이 바로 물고기 츄러스 융합기! 맛있는 물러스를 만들어내기는 하지만, 독극성 폐기물을 여우원숭이들의 가짜 화산으로 배출하는 바람에 우주에 큰 파란색의 물질이 생기면서 지구를 위협한다. 펭귄들은 절대 물러스를 버리지 않겠다는 스키퍼를 뒤로 한 채 로켓을 타고 우주로 날아가 물질을 없애려고 하지만 일이 틀어지고 마는데...

69화 왕의 사랑(Feline Fervor) / 빵빵한 대장님(Action Reaction)
- 여우 원숭이들이 점프 대회를 하다가 줄리언이 너무 세게 뛰는 바람에 줄리언은 동물원 밖으로 튕겨 나가 버스 위에 내려앉게 되고 한 할머니가 고양이인줄 알고는 집으로 데려간다. 한편, 모트와 모리스는 펭귄들을 찾아가 도움을 요청한다. '진돗개'의 스키퍼, 리코, 모트. '독수리'의 코왈스키, 프라이빗, 모리스는 각자 하늘과 땅으로 흩어져서 줄리언을 찾는다. 또 다시 한편, 줄리언은 할머니의 집에서 고양이인척 하는 족제비 초이를 보고 첫눈에 반하는데...
- 펭귄들이 한 연구실에서 한스와 결투를 하다 스키퍼가 풍선 가스를 응축시킨 약을 뒤집어 쓰게 된다. 펭귄들은 흥분하면 부풀어 오르는 스키퍼를 안정시키기 위해 온갖 방법들을 동원하다가 최후의 수단으로 사무용 책상을 마련해 주지만 화가 난 스키퍼는 이 일 이후로 본부 내에서는 책상 사용을 금지한다는 규정을 내린다. 이때, 한스가 돌아왔다는 위험 경보가 울리고 대원들은 한스와 맞서지만 제대로 싸워 보지도 못한 채 그대로 묶이게 되고 마는데..스키퍼는 과연 자신의 대원들을 안전하게 구출해 낼 수 있을까?

70화 꼬꼬댁 꼬꼬(Mental Hen) / 엄지의 대활약(Thumb Drive)
- 어린이 동물원의 말없는 한 암탉이 운동 경기의 결과를 알아맞힌다는 소문이 떠돈다. 모두가 그 말을 믿지만 코왈스키는 과학적으로 증명할 수 없다며 반박한다. 하지만 스키퍼도 문제를 해결하기 위해 암탉의 힘을 빌리자 코왈스키는 암탉의 속임수를 파헤치기 위해 갖은 수를 쓰지만 결국 암탉에게 TV출연의 기회를 준꼴이 되고 만다. 좌절한 코왈스키는 벽에 머리를 박다가 암탉이 경기를 분석한 결과를 보게 되고 암탉 '꼬꼬댁'은 정체를 밝혀 자신이 TV에 출연하면서 대통령까지 될 거라고 으름장을 놓는다. 그때, 코왈스키는 암탉을 막으려면 비이성적인 무기를 써야한다고 생각하는데...?
- 앨리스가 언제나 눈에 보이지 않는 카멜레온들에게 먹이 주는 일을 깜빡하자 펭귄들이 나선다. 코왈스키의 스마트폰으로 알아보자 지문 인식으로 보안이 되어 있어 보안 해지를 하기 위해선 결정적으로 엄지 손가락이 필요하다. 그렇게 손가락이 있는 동물들을 찾던 중 모리스를 만나게 되고 모리스는 자신이 없어도 잘할 수 있다는 줄리언의 말을 듣고 펭귄들과 함께 나선다. 보안이 풀리자, 펭귄들은 모리스의 엄지만 있으면 정부의 비밀 무기 연구실에도 잠입할 수 있다는 것을 알게 되고 일에 재미가 들린 모리스는 연구실에 잠입하기로 한 목요일까지 펭귄들과 함께 붙어다니며 펭귄들을 돕지만 불안불안하게 생활하는 줄리언을 걱정한다. 하지만 약속한 그 날 모리스 없이는 아무것도 할 수 없는 줄리언과 모트가 결국 뒤를 따라와 일을 망치고 마는데...

71화 루나콘 아이스쇼(Antics on ice) / 프라이빗의 숙적(Showdown on Fairway 18)
- 나무 위에 걸린 연을 빼던 중 프라이빗이 나무에서 떨어져 크게 다치게 된다. 펭귄들은 프라이빗을 위해 선물로 물고기를 주려고 하였는데 프라이빗이 마침 광고를 보고 루나콘 아이스쇼를 보여 준다는 뜻으로 착각하게 되어 결국 루나콘 아이스쇼를 보여주기로 한다. 그런데 루나콘의 팬인 코뿔소 로이와 고릴라 빙도 같이 가게 되어 일이 점점 커지자, 코왈스키는 계속 돌아가자고 하지만 스키퍼는 반박을 하며 프라이빗의 순수함을 지키기 위해 나서는데...
- 프라이빗의 숙적인 사막의 돌풍이 펭귄들에게 찾아와 전설의 '황금 퍼트'를 찾는 것을 도와달라고 부탁한다. 스키퍼와 코왈스키, 리코는 거절하지만 프라이빗은 펭귄들 몰래 사막의 돌풍을 도와 황금 퍼트를 찾으려고 하는데 잘 이루어지지 않는다. 한편, 다른 펭귄들에게도 사막의 돌풍의 숙적인 땅다람쥐들이 찾아와 도와달라고 한다. 하지만 땅다람쥐들이 계략을 짠것임을 알게 된 펭귄들은 사막의 돌풍을 용서하고 황금 퍼트 수색을 돕는데...

72화 왕의 자격(King Me) / 마지막 땅콩버터 윙키(Private and the Winky Factory)
- 여우원숭이 우리에 클램슨이 찾아와 줄리언은 왕을 할 수 없다고 반박하여 결국 클램슨과 줄리언은 왕위계승시합을 하기로 한다. 펭귄들은 영혼을 바꿔주는 기계를 이용해 줄리언을 구원해 주려고 하지만 그 사실을 안 클램슨은 시합 종목을 마구 바꿔 펭귄들은 난항을 겪는데..펭귄들과 줄리언은 클램슨을 이기고 줄리언은 왕을 계속 할 수 있을까?
- 월리윙키 공장이 문을 닫아 프라이빗(과 스키퍼)이 좋아하는 '땅콩버터 윙키'초콜릿을 더 이상 생산하지 않는다. 한 통 남은 초콜릿도 줄리언이 다먹어버려서 펭귄들이 직접 월리윙키 공장에 가는데 프라이빗이 지휘권을 얻는다. 과연 펭귄들은 월리윙키 공장에서 초콜릿을 구할 수 있을까?

73화 진정한 친구(Best Foes) / 동물원에서의 하룻밤(Night of the Vesuviuses)
- 코왈스키가 가진 적 탐지기가 고장이나 친구는 적으로 적은 친구로 표시가 된다. 그런데 스키퍼가 이 탐지기를 부수려다 오히려 뇌 속에 프로그램이 다운되어 적은 친구로 친구는 적으로 보인다. 그래서 동료인 대원들도 적으로 동물원 친구들도 적으로 보이지만 적인 한스는 친구로 표시가 되어서 스키퍼는 한스와 함께 동물원 친구들을 괴롭힌다. 운좋게도 줄리언도 스키퍼에게 친구로 표시가 된다는 걸 알게 된 대원들은 이를 이용해 스키퍼를 고치려고 하는데..
- 오늘은 '동물원에서의 하룻밤'행사날! 동물들은 이 소식에 기뻐하지만 베수비오 가문의 못된 쌍둥이들이 동물들을 괴롭히려고 그 티켓을 몽땅 독점구입했다. 그것을 안 동물들은 쌍둥이들에게 복수를 하려 하는데 이를 안타깝게 본 프라이빗이 스키퍼에게 쌍둥이들을 지켜줘야 아이들의 미래를 바로잡을 수 있다고 한다. 프라이빗의 말에 감동한 스키퍼는 결국 쌍둥이들이 동물들에게 피해를 받지 않게 코왈스키의 냉동 광선총을 이용해 도와주기로 하는데..

74화 sp: 루나콘 대참사(Operation: Lunacorn Apocalypse)
- 신진 장군의 검을 찾기 위하여 박물관에 온 펭귄들. 갑자기 나타난 줄리언 일행 때문에 프라이빗은 실수로 항아리 하나를 부수게 된다. 운 없게도 그것은 바로 사악한 영혼 '치고받고'가 봉인되어 있던 것이었는데...! 치고받고는 항아리를 부순 루나콘의 몸 속에 들어가 세상을 파괴할 것이라고 한다. 리코와 프라이빗이 영혼을 쫓으러 간 사이, 모트가 그만 치고받고의 검을 부수게 되어 신진 장군의 영혼을 불러내게 된다. 역시 장군의 영혼은 모트의 몸 속에 들어가고 마는데... 이런 황당한 사실들을 가지고 펭귄들과 신진 장군(에 빙의 된 모트)은 치고받고를 막으러 간다.

75화 대박의 꿈(Nuts to You) / 마다가스카에서 온 손님(The Terror of Madagascar)
- 펭귄들의 훈련사고로 프레드는 도토리(공원에서는 도토리가 돈의 역할을 한다.) 대박을 맞게된다. 그러자 줄리언이 재산 관리를 해준다며 나서고 그렇게 둘이 신나게 놀고있을 때, 붉은 다람쥐가 돈이 필요해서 프레드와 줄리언을 납치하게 되는데...
- 어느날 센트럴파크 동물원에 마다가스카 출신 아기푸사가 온다. 줄리언은 천적인 포사를 무서워하지만, 사실 아기푸사는 줄리언을 엄마처럼 소중한 존재라고 생각해서 그런다.그럼에도 불구하고 줄리언은 아기푸사를 다시 마다가스카로 돌려보내려고 계획하지만 펭귄들에 의해 저지당하고 이때 사비오가 나타나 그들을 위협하는데..

76화 최고의 바나나(Best Laid Plantains) / 나도 대장(P.E.L.T.)
- 어느날 고릴라들이 고향인 아프리카에서 온 바나나를 특별식으로 받았다. 하지만 그 맛에 반한 줄리언이 그걸 훔쳐먹게 되고 말리려던 말린도 같이 먹다가 다 먹고 나서야 사태의 심각성을 알게 된 둘은 동물원을 탈출하려 하는데..
- 스키퍼와 대원들이 간단한 정기테스트를 보는데 스키퍼의 기록이 예전보다 낮아진다. 그래서 스키퍼는 고대 대장시험 형식에 따라 시험을 치르러 나가고, 그동안 코왈스키가 대장을 하기로 한다. 그런데 자신이 없어도 임무를 잘 수행해 내는 대원들을 본 스키퍼는 상심하여 기지를 떠나기로 결심하지만 이 모든 일에는 숨겨진 배후가 있었는데..!

77화 달 착륙 작전(Operation: Swap-panzee) / 종말을 부르는 눈보라(Snowmageddon)
- 펭귄들은 필이 달에 착륙하는 우주선과 시험 비행을 함께 할 것이라는 사실을 알게 된다. 스키퍼는 못마땅한 나머지, 침팬지들을 재우고 펭귄들이 직접 나서자고 하지만 선발 경합에서 뽑힌 것은 프라이빗. 한동안 계획은 순조롭게 이루어졌지만 웬일? 프라이빗을 태우고 온 로켓은 다시 지구로 돌아가 버리고, 프라이빗은 달에서 25년동안 꼼짝없이 살아야 하는 신세가 되고 만다. 펭귄들은 자신들의 약점을 버티고 달로 가 프라이빗을 구출해낼 수 있을까?
- 오늘은 미식 축구 두 팀의 대결이 펼쳐지는 결전의 그 날. 스키퍼와 말린은 간식을 구하러 가게로 가고, 별 관심없는 코왈스키와 프라이빗은 공원의 나뭇잎을 관찰하러 간다. 그러나 운 없게도 스키퍼 일행의 목적지는 요원 X가 알바하는 가게, 게다가 코왈스키 일행은 갑자기 불어닥친 눈보라에 프레드와 함께 프레드의 집에 갇히고 만다. 스키퍼와 말린은 죽어라 요원x의 손아귀를 벗어나려 시도하고 코왈스키와 프라이빗은 죽어라 프레드의 끔찍한 말들을 피하려 시도하는데..

78화 사랑의 땅굴(Tunnel of love) / 운수 좋은 날(Skipper Makes Perfect)
- 펭귄들이 어느날 터널을 점검하다가 리코가 재채기 할 때 나온 폭탄이 터져 터널이 부서질 위기에 처한다. 그래서 펭귄들은 비버들을 불러서 공사를 시키지만 비버들을 발견한 오소리 베키와 스테이시가 비버들에게 푹 빠져 버리는데...
- 스키퍼는 무엇이든지 가능한 운수 좋은 날을 맞게 된다. 그래서 덴마크 대사관으로 쳐들어가 자신의 기밀 문서를 훔치기로 하는데...

79화 sp: 나를 사랑한 펭귄(The Penguin Who Loved Me )
- 갑자기 펭귄들 앞에 나타나 도움을 요청하는 오리너구리 파커. 처음에는 거절하던 펭귄들이지만 돌고래 도리스와 관련된 일이란 말에 넘어간 코왈스키 때문에 파커를 도와주기로 한다.(하지만 도리스를 만나고 나서 도리스와 파커가 연인사이란 말에 코왈스키는 충격을 받는다.)도리스의 의뢰는 남동생 '프랜시스'의 구출. 그런데 남동생이 있다는 수족관에서 만난 것은 다름 아닌 기억을 잃은 블로홀 박사?!거기다가 도리스와 블로홀이 남매이며 파커는 블로홀의 부하라고?!

80화 공주님 구출 작전(Marble Jarhead) / 뉴스 특종(Goodnight and Good Chuck)
- 긴급사태에서 여자친구인 이쁜이의 공주세트 광고를 발견한 리코때문에 펭귄들은 다치고 결국 리코는 보호대상 처분을 받게된다. 벌로 착한 일을 할 때마다 병 안에 구슬을 넣고 가득 채우면 공주세트를 사주기로 하는데 줄리언이 TV광고를 본 후 이쁜이는 공주, 펭귄들이 납치한 거라는 과대망상에 빠져 이쁜이를 구출(?)하려 하고 분노한 리코는 여우원숭이들을 추격하는데...!
- 뉴스 앵커 척 찰스가 해고가 되고 센트럴 파크 동물원에서 일하게 되지만, 복귀하기 위해 특종을 찾던 중 펭귄들의 비밀에 접근하게 되고 우연히 펭귄들의 비밀이 담긴 CD를 얻게 되는데...펭귄들은 과연 적을 막을 수 있을까?